# Portogruaro
Portogruaro (Puart en friulano), es un municipio de la provincia de Venecia, Italia. 

## Evolución demográfica
| Gráfica de evolución demográfica de Portogruaro entre 1871 y |
|                                                              |
| Información obtenida del ISTAT y el Municipio de Portogruaro |

## Algunas imágenes

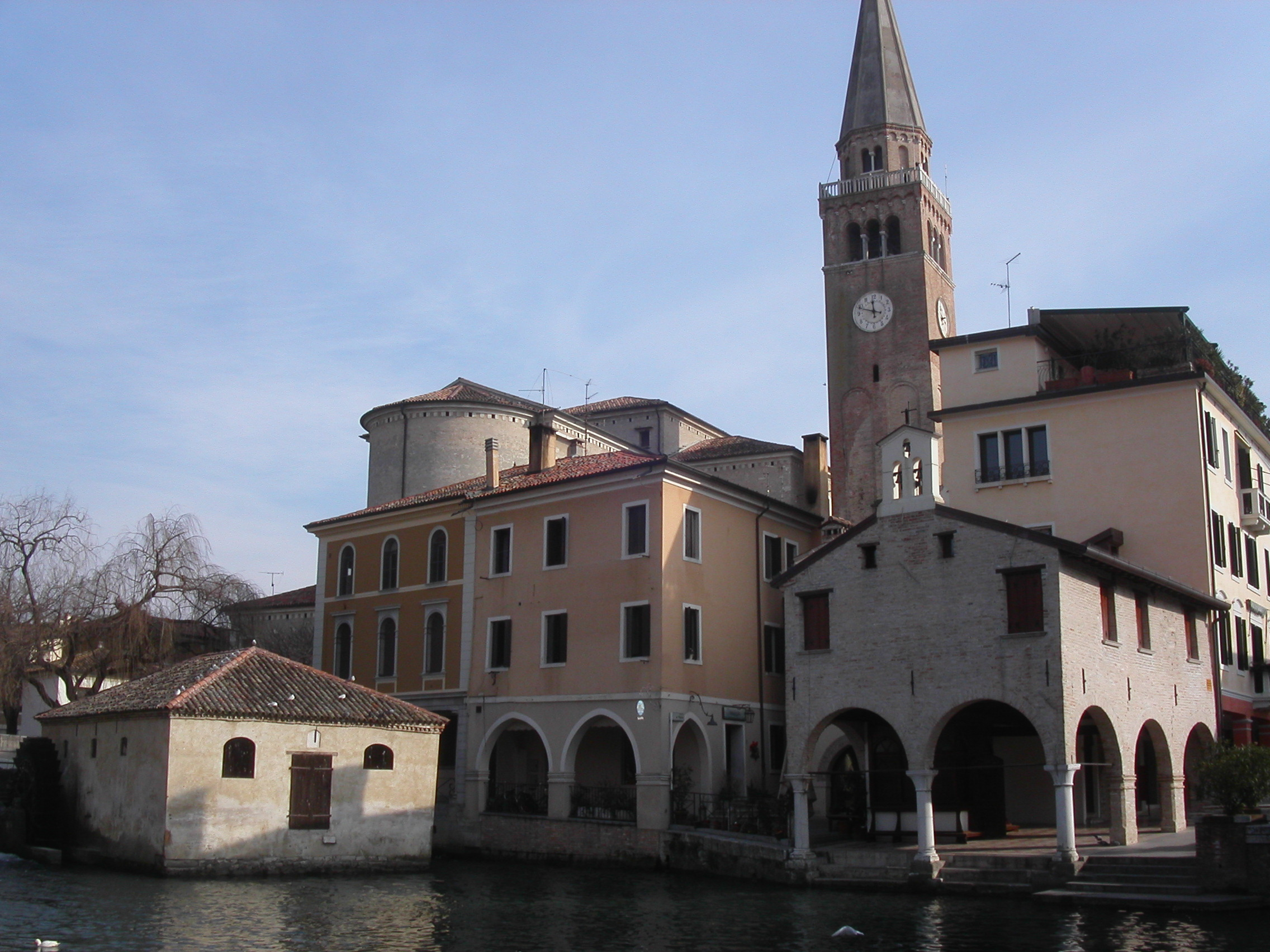
Puerto.

## Ciudades hermanadas
- Marmande, Francia
- Ejea de los Caballeros, España